# Provinz Chacabuco
Die Provinz Chacabuco ist eine Provinz im Norden der chilenischen Hauptstadt Santiago und gehört zur Región Metropolitana de Santiago. Ihre Hauptstadt ist Colina.
Die Provinz Chacabuco umfasst eine Fläche von 2076,1 km² und hat 203.993 Einwohner (Volkszählung 2012).

## Gemeinden
Die Provinz besteht aus drei Gemeinden (Comunas):
| Gemeinde | Fläche (km²) | Einwohner (2012) |
| -------- | ------------ | ---------------- |
| Colina   | 971,2        | 112.616          |
| Lampa    | 451,9        | 75.080           |
| Til Til  | 653,0        | 16.297           |

Größere Orte der Provinz sind:
- Batuco (Comuna Lampa)
- Colina (Comuna Colina)
- Estación Colina (Comuna Lampa)

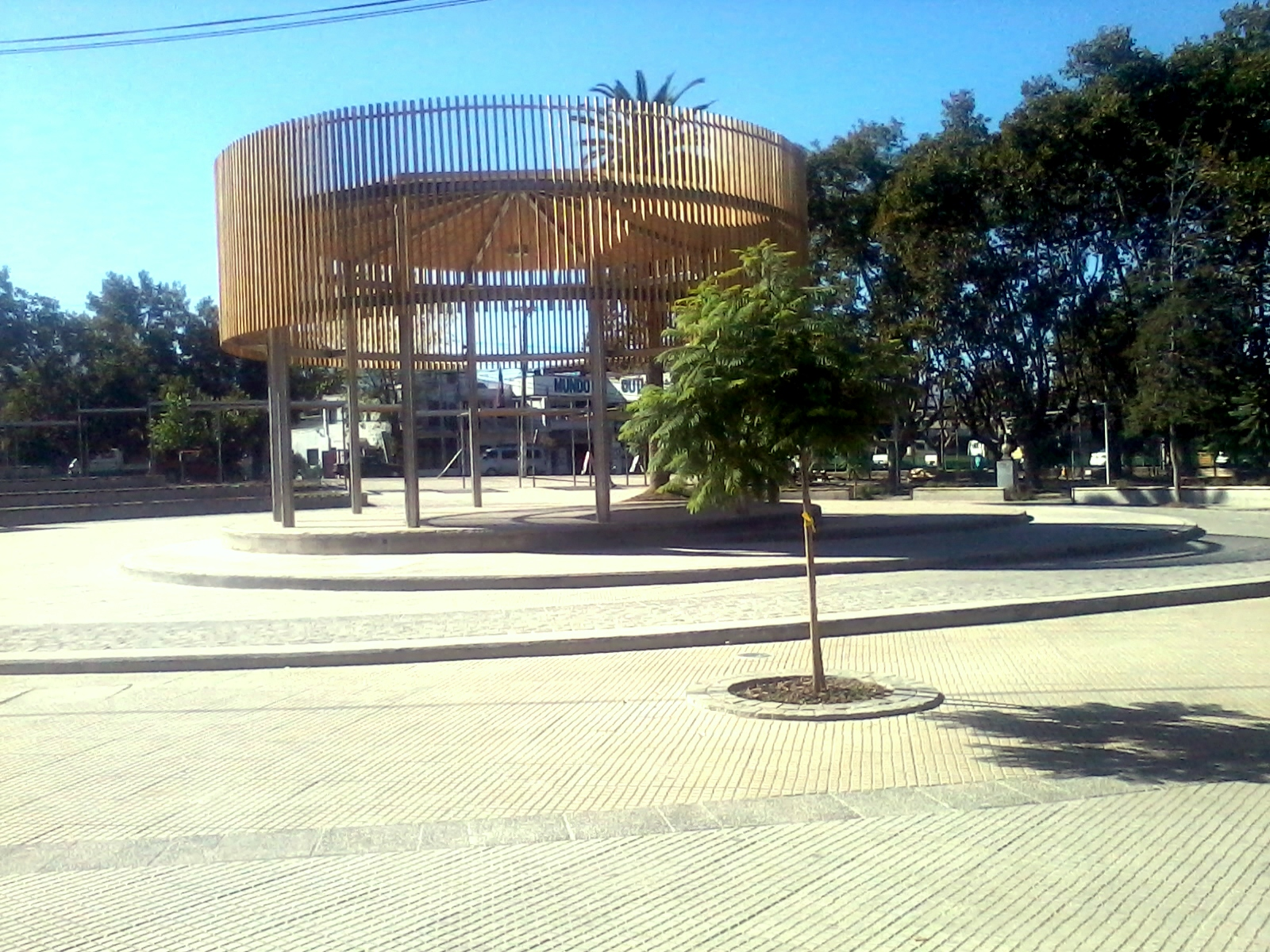

- Huertos Familiares (Comuna Til Til)
- Lampa (Comuna Lampa)
- Til Til (Comuna Til Til)

## Geschichte
In Chacabuco fand 1817 die Schlacht von Chacabuco statt.